# Jolanta Marcolla
Jolanta Marcolla (ur. 1 czerwca 1950 w Krośnie Odrzańskim) – polska artystka współczesna, fotografka, ilustratorka i wydawczyni.

## Twórczość
Autorka prac z wykorzystaniem fotografii i wideo. Studiowała w latach 1970–1974 w trybie indywidualnym na Wydziale Malarstwa w Państwowej Wyższej Szkole Sztuk Plastycznych we Wrocławiu. Dyplom uzyskała w 1974 roku. W 1975 roku jej pionierska praca video była pokazywana na Festiwalu w Buenos Aires.
Współzałożycielka i członek grupy twórczej – Galeria Sztuki Aktualnej, która w składzie: Jolanta Marcolla, Zdzisław Sosnowski, Janusz Haka, Dobrosław Bagiński podejmowała prace nad badaniem przekazu fotograficzno-filmowego, a efektem tych doświadczeń były realizacje z wykorzystaniem tego medium. Galeria Sztuki Aktualnej w latach 1971–1975 zorganizowała i brała udział w wielu wydarzeniach artystycznych sztuki awangardowej w kraju i za granicą. 
Od roku 1975 Jolanta Marcolla podejmuje indywidualną aktywność artystyczną, włączając w krąg swoich dotychczasowych zainteresowań również grafikę książkową i ilustrację.
W latach 2001–2009 prowadziła w Warszawie autorską „Żywą Galerię Obrazów”, przekształconą następnie w „Otwartą Pracownię Malarstwa i Portretu”. 
W 2015 roku założyła własne wydawnictwo Jedyne Takie i rozpoczęła wydawanie autorskich książek. Pierwszą z nich była książka pt. Wiedźmy i czarownice czyli oswajanie tajemnicy. 
W 2017 roku wydała drugą autorską książkę dla dzieci pt. Kim i Ktoś z Nikim.
Mieszka i pracuje w Warszawie.

### Wystawy
- l Festiwal Szkół Artystycznych, Nowa Ruda 1971
- Pokaz 12, Galeria Permafo, Wrocław 1972
- Czyszczenie Sztuki, Galeria Młodych, Warszawa 1972
- Sztuka Aktualna, Wrocław 1972
- Świadomość Możliwości, Galeria Akumulatory, Poznań 1973
- Of Aktuele Kunst Uit Oost Europa, New Reform Gallery, Aalst, Belgium 1973
- Komunikat, Galeria Labirynt, Lublin 1973
- Cards Milano Centroo Tool, Italia 1973
- A Conceptographic Reading of Our World Thermometer, Calgary, Canada 1973
- Art Conceptuał, Gallery Cheap Thrills.Helsinki, Finland 1973
- Obrazy-Nieobrazy, Galeria Studio, Warszawa 1973
- Information, Perception, Reflektion, Sodertaije, Sweden 1973
- Poland-73, CAYC, Buenos Aires, Argentina 1973
- Pokaz dokumentacji Galerii Niezależnych, Galeria Repassage, Warszawa 1973
- Art. and Informatic, Studio Agora, Maastricht, Belgium 1974
- Aspecten van de Actuele Kunst in Oost Europa, ICC, Antwerp, Belgium 1974
- Nowa Generacja, Muzeum Narodowe, Wrocław 1974
- Studio l'Est, Paris, France 1974
- Pokaz filmów /16mm/, Galerie des Locataires, Milano, Italia 1974
- Pokaz filmów GSA /16mm/, Galeria Współczesna, Warszawa 1975
- IV Intemational Open Encounter on Video, CAYC, Buenos Aires, Argentina 1975
- V Intemational Open Encounter on Video, CAYC-ICC, Antwerp, Belgium 1976
- Photography As Art Work, Galerije Grada Zagreba, Yogoslavia 1976
- IX Intemational Encounter / Ist. National / on Video, Mexico 1977
- Inne Książki, Galeria Remont, Warszawa 1977
- C.D.N. Prezentacje Sztuki Młodych, Warszawa 1977
- Z archiwum Filmu Eksperymentalnego, Warszawa, Poznań 2002, Nowy Jork 2003
- 1, 2, 3... Awangarda, Centrum Sztuki Współczesnej, Warszawa 2007
- Konceptualizm. Medium fotograficzne, Muzeum Miasta Łodzi, Łódź 2010
- Polska Fotografia Konceptualna, Freies Museum - Berlin 2011
- Polska Fotografia Konceptualna, Galeria Sztuki Najnowszej, Galeria BWA - Gorzów Wlk. 2011
- Videoex, Internationales Experimentalfilm and Video Festival Zurich, Szwajcaria 2012
- Gdzie jest Permafo?, Muzeum Współczesne Wrocław 2012
- Projekcja filmu KISS w ramach projektu artystycznego MSN na Heineken Open`er Festiwal, Gdynia 2013
- Sunrise, Galeria Starter, Warszawa 2014
- Interwencja, Warsaw Photo Days 2014, Galeria Nowe Miejsce, Warszawa 2014
- Pokaz filmów, Kumu Art Film Festival, Kumu Art Museum, Tallinn 2015
- Projekcja filmu „Kiss” w ramach PARALLEL Art + Cinema Weekend, Bristol, Wielka Brytania 2016
- "If you dont`t know me by now, you will never never know me" Warsaw Photo Days 2016, Fundacja Arton, Warszawa 2016
- ZOOM/Zbliżenie wspólnie z Izabellą Gustowską, Galeria lokal_30, Warszawa 2023[4]

### Wystawy indywidualne
- Pokaz Sztuki Video, Studio Telewizyjno-Filmowe, Łódź 1975
- Pokaz filmów i dokumentacji, Galeria Labirynt, Lublin 1976
- Realizacje Fotograficzne, Galeria Labirynt, Lublin 1978
- Photo-Works, Studio 16/e, Torino, Italia 1978
- "Relacje", Mała Galeria, Warszawa 1979
- "Plays", Heidelberger Kunstverein, Germany 1981
- Zmysły Sztuki, spotkanie autorskie i ekspozycja, Wilanów, Warszawa 2013
- "Własny pokój", Galeria Arton (Soho Factory), Warszawa 2015
- Pokaz filmów (Arton Review), Muzeum Narodowe, Warszawa 2015
- Pokaz filmów prowadzony przez prof. Annę Markowską, Instytut Historii Sztuki UWr, Wrocław 2015
- "Obecność", Marecki Ośrodek Kultury, Marki k.Warszawy, 2016

### Ważniejsze zilustrowane książki
- O mnie, o tobie, o nas, Nasza Księgarnia, 1979 (fotografia)
- Józef Ondrusz, O ptaszku Złotodzióbku i inne bajki, Nasza Księgarnia, 1986
- Grigorij Abramian, W czarodziejskiej Kapellanie, Nasza Księgarnia, 1988
- Czesław Janczarski, Tygrys o złotym sercu, Nasza Księgarnia, 1988
- Jan Edward Kucharski, Wawa i jej pan, Nasza Księgarnia, 1988
- Maurice Careme, Schody do nieba, Nasza Księgarnia, 1989
- Wanda Chotomska, Kukułka, Nasza Księgarnia, 1989
- Jerzy Niemczuk, Bajki Pana Bałagana, Wydawnictwo Muza, 1993
- Ewa Karwan-Jastrzębska, Miś Fantazy w Krainie Wiecznego Słońca, Wydawnictwo Muza, 1994
- Jerzy Niemczuk, Przygody Zuzanki, Wydawnictwo Papirus, 1995
- Antoni Gliński, Bajarz polski, Wydawnictwo Prószyński i Ska, 2003
- Katarzyna Miastkowska, Gedeon i Wielki Almanach Magii i Czarów, Wydawnictwo Jeden Świat, 2005
- Katarzyna Miastkowska, Gedeon i Czarujące Czarownice z Turulum, Wydawnictwo Jeden Świat, 2005
- E.T.A. Hoffmann, Dziadek do Orzechów i Król Myszy, Wydawnictwo Świat Książki, 2006
- Zbigniew Dmitroca, Księga czarownic Wydawnictwo Świat Książki, Warszawa, 2007
- Małgorzata Domagalik, Serce na sznurku, Wydawnictwo Prószyński i S-ka, Warszawa 2008
- Natalia Usenko, Małpa wieczorna, Wydawnictwo Martel, Warszawa 2010
- Julian Tuwim, Wiersze dla dzieci, Wydawnictwo Liwona, Warszawa 2010
- Marcin Pałasz, Straszyć nie jest łatwo, Wydawnictwo BIS 2014
- Aneta Noworyta, „Strachy na Lachy”, Wydawnictwo BIS 2014
- Jolanta Marcolla, „Wiedźmy i czarownice”, Wydawnictwo Jedyne Takie  2015
- Jolanta Marcolla "Kim i Ktoś z Nikim", Wydawnictwo Jedyne Takie 2017

### Wystawy ilustracji
- IBA w 1988, 1989
- Biennale Ilustracji Bratysława 1987, 1997
- Wystawa Ilustracji w Sztokholmie 1990
- Sztuka Książki w Warszawie 1996
- Bratislava Worid Illustrations 1998 w Japonii
- Rym, cym, cym. Wystawa Polskiej Ilustracji, Warszawa 2000
- Pro Bolonia w Warszawie 2002 (wyróżnienie)
- Muzeum Książki Dziecięcej w Warszawie 2003
- Wystawa polskiej ilustracji w Bolonii 2003
- Sztuka Książki w Warszawie 2003
- Wystawa poplenerowa „Fryderyk Chopin”, Zamość 2003
- Wystawa poplenerowa „Jan Zamoyski”, Zamość 2004
- Wystawa poplenerowa „Bohaterowie Miguela de Cervantesa”, Zamość 2007
- Wystawa poplenerowa „Korczak i Jego dzieło”, Krasnobród 2007
- Wystawa poplenerowa „Wyspiański”, Zamość 2007
- Wystawa poplenerowa „Pieśń patriotyczna”, Krasnobród 2008
- „Fredro znany i nieznany”, Służewski Dom Kultury, Warszawa 2013
- Wystawa ilustracji do książki Marcina Pałasza pt. Straszyć nie jest łatwo, Galeria Łącznik, Warszawa 2014
- "Tam za dworem, za jeziorem", wystawa ilustracji, BWA Leszno, 2015

## Nagrody
W 1995 roku otrzymała Nagrodę IBBY za ilustracje do książki Jerzego Niemczuka pt. Przygody Zuzanki. 
W 2002 roku otrzymała wyróżnienie w konkursie „Pro Bolognia” za ilustracje do książki Antoniego Glińskiego pt. Bajarz polski.
Laureatka Nagrody Sztuki im. Marii Anto i Elsy von Freytag-Loringhoven w 2024 r.